# Robert Bakewell

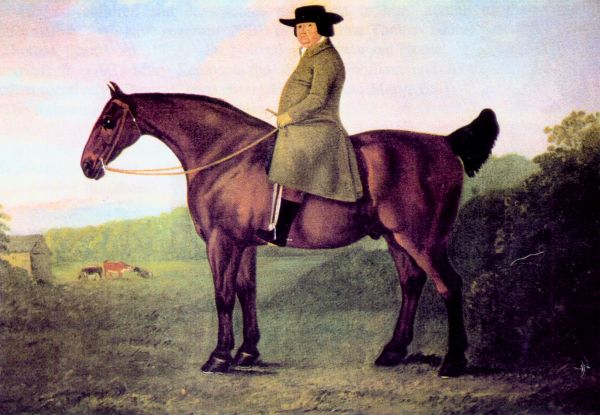
Robert Bakewell, oljemålning av John Boultbee, omkring 1775

Robert Bakewell, född 1725 och död 1795 var en engelsk lantbrukare och djuruppfödare.
Under sina vidsträckta resor såväl i England som på kontinenten fanns Bakewell att efterfrågan på ox- och fårkött var stor, medan tillgången var liten. Han insåg, att det skulle vara ekonomiskt bärande att framavla en stock snabbvuxna och tidigt utvecklade djur. Från olika platser inköpte han Långhornad boskap och Leicesterfår, lämpliga till förädling. Genom inavel lyckade han få fram en stam av utpräglad gödtyp. Bakewell behöll sina erfarenheter för sig själv, men är likväl att betrakta som en av husdjursförädlingens banbrytare.